# 寺庫
寺庫（Secoo）是一个O2O电子商务平台，是中国最大的在线奢侈品零售商。

## 历史
寺库于2008年由李日學创立，当时名为Secoo Jimai。後來该公司聘请了一批珠宝和奢侈品评估师来验证其产品的真伪。截至2011年，李日學在中國各省開設10家小店，并在北京市开设了他的第一家旗舰店“寺库”。  2011年1月，寺库网站正式上线。 
2011年7月19日，寺库获得IDG资本1000万美元的投资。 2012年4 月，寺库完成了 B轮融资，該公司 IDG Capital Partners、银泰投资和贝塔斯曼亚洲投资筹集了3000 万美元。 2013年8月，公司在由Vangoo Capital Partners领投，IDG Capital Partners、Ventech Capital和Crehol Capital参与的C轮融资中筹集了超过3000万美元。
寺库的流動應用程式于2013年12月推出。 2013年，公司在北京、上海市、成都市、香港均设有门店。截至2014年，寺库成为中国最大的个人奢侈品交易网站。 2014年7 月，该公司在D轮融资中筹集了1亿美元。。2015年7月，该公司完成了 5500万美元的E轮融资，此輪投資由中国平安的风险投资部门平安创投领投。寺库在美国（2014 年）和意大利（2015 年）注册了代表公司。2016年，寺庫在马来西亚新山開設了其在該國的第一家分店。 
2017年9月22日，寺库在纳斯达克交易所上市並募集了约1.4亿美元资金。
2018年1月，寺库与亚洲大型百货公司百盛零售集团签署合作协议。 7月，私募股权公司L Catterton和京東宣布向寺库投资1.75 亿美元。 
2019年11月，寺庫与意大利时装零售商Luisa Via Roma和普拉達建立了合作伙伴关系。
2020年6月，趣店宣布收购寺庫价值1亿美元（28.9%）的股份，並因此成为寺庫最大的股东。
2021年初，寺庫拖欠多家供應商的貨款。自當年5月以来，又有消费者反應寺库不发货不退款。拖欠員工薪金。2022年11月8日，北京消协官方微信号发布双“十一”提示称，有关部门已就寺库公司涉嫌违法违规及损害消费者权益行为立案调查，该公司被强制执行总金额超766万元，并已被列为“老赖”，且多次被限制高消费；目前北京寺库大楼已人去楼空。